# Phaedrotettix palmeri
Phaedrotettix palmeri är en insektsart som först beskrevs av Scudder, S.H. 1897.  Phaedrotettix palmeri ingår i släktet Phaedrotettix och familjen gräshoppor. Inga underarter finns listade i Catalogue of Life.